# 洛奈
洛奈（法語：Lonay）是瑞士联邦西部法语区的沃州下设的一个镇。在行政上属于莫尔日区管辖。洛奈的总面积为3.71平方公里。截至2010年底，总人口为2,461。